# 斉昂軽便鉄路
斉昂軽便鉄路（せいこうけいべんてつろ）は、満州国竜江省斉斉哈爾市（現在の中華人民共和国黒竜江省チチハル市）の斉斉哈爾駅から同省竜江県（現在のチチハル市）の昂昂渓駅までを結ぶ私鉄路線を運営していた鉄道事業者、およびその路線。満州で初めて列強との合弁や借款によらず、純粋中国資本のみによって敷設された鉄道であった。
なおのちに満州国鉄となる斉克鉄路の路線と見かけ上営業区間が同じであり、実際に新聞記事で斉克鉄路側の昂昂渓-斉斉哈爾間や関係路線が「斉昂鉄路」と呼ばれている例があるが、両者はあくまで全くの別路線である。

## 概要
「斉昂」の名の通り、起点は斉斉哈爾側である。線形そのものは極めて単純で、斉斉哈爾の市街地南部から北西に走り、川にぶつかったところで左折、川沿いをしばらく走った後再び左折して南へ進路を変えて直進。北満鉄路西部線（のちの満州国鉄浜洲線）にぶつかるところで西に曲がり、同線に寄り添うようにして昂昂渓駅構内北側へ入り、終点となっていた。
起点の斉斉哈爾駅はどこにも接続を持たない単独のターミナルであり、斉克鉄路（のちの満州国鉄平斉線）が開通して市街地の東側に新たに斉斉哈爾駅が出来た際も接続することなく、同名別駅を最後まで貫いた。
なおこの他、北満鉄路西部線の昂昂渓駅が「斉斉哈爾」を、斉克鉄路の三間房駅が「昂昂渓」を名乗っていたことがあるが、いずれも当線の斉斉哈爾駅・昂昂渓駅とは全くの別駅である。名乗っていた時期と当線の存在時期がかぶっていたため、当線の周囲には常に何らかの形で同名別駅が存在していた。
また斉斉哈爾には一通り車輛の整備が出来るだけの設備を備えた工場が隣接してあった。

### 路線データ
- 営業区間：斉斉哈爾-昂昂渓
- 路線距離（営業キロ）：25.9km（28.8km説あり）
- 軌間：1000mm
- 駅数：4駅（起終点駅含む）
- 複線区間：なし（全線単線）
- 電化区間：なし

営業区間には他に支線が約2kmあったと伝えるが、詳細不明である。営業距離には25.9kmとするものと、28.8kmとするものがある。軌間はいわゆるメーターゲージで、満州はじめ中国の軽便鉄道では比較的多く見られたものである。なお新聞記事では誤って「2フィート6インチ」もしくは「1フィート」とされているものが散見される。

## 歴史

### 開通と運営
当鉄道の計画が持ち上がるきっかけは、当時満州北部に巨大な鉄道網として君臨していた東清鉄道が斉斉哈爾を通る際、線形上中心を通ることが出来ず、市街地から遠く南に20キロも離れた場所に街の代表駅であるはずの斉斉哈爾駅を造ったことにある。このため、斉斉哈爾の人々は旅客輸送でも物資輸送でも、20キロ以上もの道のりを経てからでないとままならない状態が続いていた。
これを問題視した黒竜江省の巡撫（省の長官）・程徳全は、この不便を何とかして改善しようと、1906年に斉斉哈爾の中心部と東清鉄道斉斉哈爾駅を連絡する省営の軽便鉄道を計画した。この計画はあくまで「省営」で列強の力を借りることは考えておらず、事実資本金として用意された32万両は、省内の旗人（清代の支配階層）の所有地を買収したり、荒地などの地価を計算したりした上で不動産により調達し、残りを省の公金や政府からの借款により調達していた。これらはすべて株式によっており、それぞれの株式を元の土地の持ち主である旗人や省が持つことで、当時窮乏していた旗人の財政を救い、さらに公益金を保持出来るようにするという、ひとり交通の至便化に留まらずさまざまな方面に利益をもたらすように工夫がなされていたのである。これは当時政府から発令されていた、旗人に支給される年金を公益事業に活用することを命じる旨の命令によるものでもあった。
この時点で満州には南満州鉄道・東清鉄道・京奉鉄路の3つの鉄道が存在したが、南満州鉄道は日本資本、東清鉄道は露清密約で作られたロシア系銀行の露清銀行の借款、京奉鉄路はイギリス系銀行の香港上海銀行の借款による鉄道で、一つとして中国資本単独の鉄道は存在しなかった。その中で、このようにして自力で省が資金を集めて鉄道を建設するというのは初めてのことであり、当鉄道は満州初の純粋な中国資本による鉄道となった。ただし、工事や車輛の手配はドイツ系の商社・泰来洋行に委託されている。
しかしここで問題が起こった。終点となる東清鉄道斉斉哈爾駅の周囲には「鉄道附属地」と呼ばれる租借地があり、駅に乗り入れるには東清鉄道およびロシア側の許可を得る必要があったのであるが、交渉の甲斐なく蹴られてしまったのである。
この対応に、やむなく省側では工事を附属地境界手前の紅旗営子屯附近で中断し、ここを当座の終点とすることになった。このようにして完全ではないものの、1909年8月13日に何とか開業にこぎ着けた。これが「斉昂軽便鉄路」である。
このようにして省営鉄道として開通した当鉄路であったが、その運営は大変なものであった。路線が低地を走っていることから、雨の多い時期に斉斉哈爾周辺を流れている嫩江が氾濫し、たびたび市街地手前の線路が冠水する被害に遭っていたのである。この洪水はひどい時には2ヶ月も水が引かないことがあり、その間当線は手前で折り返し運転もしくは全面運休を迫られていた。
それでも地元の足としてめげずに走り続けた当線は、1912年に省から離れ、民営化されることになった。この民営時代には、長く続けられていた東清鉄道・ロシアとの乗り入れ交渉がやっと成立し、1914年9月4日に一定の金を払うことを条件に東清鉄道斉斉哈爾駅へと路線を延伸、終点の駅名を起点と同一駅名となるのを避け地名から「昂昂渓」とし、ようやく斉斉哈爾-昂昂渓間全線が開通するに至った。なおこの時点では東清鉄道・斉斉哈爾駅と同位置に当鉄道・昂昂渓駅があるという状態であったが、のちに東清鉄道側の駅が改称、同じ昂昂渓駅となった。
しかしこのような功績はあったものの、民間による運営は全体的にうまく行かずにトラブルが続出したため、やむなく1918年に省の監督下で民間に営業を委託するという「官督商弁」という半官半民の経営形態に移行、ようやく持ち直すことになった。

### 鉄道敷設競争の渦中へ
このようにあくまで地元のためのローカル線として細々と営業を続けていた斉昂軽便鉄路であったが、思わぬことから列強の利権獲得競争の渦中に放り込まれてしまう。
1920年代末頃から、満州では列強に奪われた利権を取り戻す政治・軍事運動である「利権回収運動」が起こり始めていた。これを満州を実効統治していた奉天軍閥が支持し、さらに自分でも列強の利権を阻害する行動に出ることで、日本やロシアといった列強との対立を深めるようになっていたのである。鉄道もその舞台となり、奉天軍閥は「東三省交通委員会」を作って中国資本の鉄道を敷設し始めた。
そんな緊張の中、にわかに注目されたのが斉昂軽便鉄路である。不完全なローカル線ではあるが、この路線は中東鉄路（東清鉄道の後身）と大都市・斉斉哈爾を結んでおり、幹線の一部として将来的に活用可能であると考えられたのである。
そこで最初に動いたのが、ソビエト連邦であった。中東鉄路の持ち主でもある同国は、当時日中合弁で運行されていた四平街-洮南間の四洮鉄路に接続する形で、洮南-斉斉哈爾間の新鉄道建設工事が進んでいるのを牽制するため、先に斉斉哈爾から黒竜江省を横断して黒河に至る路線を計画。1925年にその足がかりとして、斉昂軽便鉄路に経費を出すことを条件に中東鉄路と同じ5フィートへの改軌を交渉し始めたのである。明らかに当線を買収してしまおうという腹づもりでの行動であった。
この路線計画が実現してしまえば、長春で行われていた北満の貨物輸送の中継は斉斉哈爾で行われてしまい、南満州鉄道を通らないでも済んでしまうことになり、日本は大いにあせった。さらに鉄道建設においても、途中で中東鉄路と交叉する部分で抗議に遭い、1926年に洮南-昂昂渓間のみが部分開業しただけとなってしまったのである。
ところが蓋を開けてみると、この新線部分の営業成績が極めてよく、昂昂渓・斉斉哈爾周辺の貨物は全て南満州鉄道側、すなわち日本側に流れることになった。一方当地域でのお株を完全に奪われてしまった中東鉄路、そしてソビエト連邦は面目が丸つぶれとなってしまった。
こうしてソビエト連邦が離れた後、斉昂軽便鉄路に接近したのが奉天軍閥であった。1928年6月4日、奉天軍閥の長である張作霖が関東軍によって暗殺（張作霖爆殺事件）され、その子の張学良が後を継いで以来、奉天軍閥は「反日」を露骨に打ち出し始めていた。鉄道政策においてもそのために南満州鉄道を包囲するような路線網を計画しており、その一部として斉昂軽便鉄路の持つ昂昂渓-斉斉哈爾間が必要になったのである。
今度は交渉が成立し、同年12月に中東鉄路の抗議を無視して同鉄路をまたぎ、昂昂渓-斉斉哈爾間を開通させると同時に、斉昂軽便鉄路を将来的に改修する計画をもって事実上買収したのである。

### 放置と終焉
しかし列強が接触するほど重要な存在と見なされた当鉄路も、親である昂昂渓-斉斉哈爾間の鉄道＝斉克鉄路がどんどんと北に伸びて発展していくのに対し、いまだにのんびりとしたローカル線のままであった。そもそも同じ区間の路線を造ろうというのに、その一部として取り入れずに並行の別線を敷いて買収したこと自体がおかしなことであった。このために、斉昂軽便鉄路は並行線問題に苦しめられるようになって行く。
このような実質的な放置状態の中、1929年8月に斉克鉄路は楡樹屯駅から当線へ向けて連絡線を敷設、合流地点に当線の終点と同名の昂昂渓駅を設置した。この連絡線の敷設により、本体の並行線問題が解決しないままの当線は、さらに客を奪われ青息吐息となってしまった。
一方、斉昂軽便鉄路をこのような苦境へ追い込む間接的な原因となった列強同士の鉄道敷設競争は、新たな局面を迎えていた。「反日」を掲げ強硬策を採る奉天軍閥に対し堪忍袋の緒が切れた関東軍は、1931年9月18日の柳条湖事件で奉天軍閥が南満州鉄道の線路を爆破したと言いがかりをつけ、交戦状態に持ち込んで翌1932年には潰してしまった（満州事変）。これにより、鉄道敷設競争は日本の武力による圧勝で終わる。
これにともない中国資本の鉄道は新たに樹立された傀儡政権・満州国が利権を全て引き継ぎ、さらに翌年の1933年2月9日に法律によって路線そのものも国有化、営業が南満州鉄道へ委託された。これによって当線の事実上の親会社である斉克鉄路は、満州国有鉄道斉克線となったのである。
だが、当鉄路は国有化の対象とはならず、相変わらず今にも倒れそうな状態で運営を続けていた。しかし並行線問題と自動車輸送の発達によってついに限界となり、1935年4月に満州国政府に対して補償買収を請求。同年9月22日に買収されたが、満州国鉄の一部とはならず、国営企業となって同一名称のまま運行が続けられる。そして翌1936年9月21日に廃止届を提出し、同年9月30日をもって廃止となった。満州最古の純粋中国資本鉄道として地元に尽くし続けて来ながら、その路線位置のゆえに政治と利権に翻弄された挙句の悲惨な終焉であった。
なお廃線後の線路は満州国政府が買い上げた後、哈爾浜市の郊外・天理村の事務所に払い下げられ、同村が建設しようとしていた天理村軽便鉄道（のちの天理鉄道）の線路として再利用された。

### 年表
- 1906年 - 黒竜江省により斉斉哈爾市街-東清鉄道斉斉哈爾駅間の省営鉄道が計画される。
- 1909年8月13日 - 斉斉哈爾-紅旗営子屯終点間開業。
- 1912年 - 民営化され、省から離れる。
- 1914年9月4日 - 終点を延伸して東清鉄道斉斉哈爾駅へ乗り入れ、昂昂渓駅を設置して全線開通。
- 1918年 - トラブルの続出により再び省の監督下に戻り、半官半民となる。
- 1925年 - ソビエト連邦、経費を出すことを条件に5フィートへの改軌を交渉。
- 1928年 - 奉天軍閥、路線の買収を交渉。
- 1928年12月 - 昂昂渓-斉斉哈爾間鉄道＝斉克鉄路の開通とともに事実上買収。
- 1933年2月9日 - 斉克鉄路が国有化。当線は民営のまま留まる。
- 1935年4月 - 満州国政府に対して補償買収を請求。
- 1935年9月22日 - 満州国政府に買収され、国営企業となる。
- 1936年9月21日 - 全線の廃止届を提出。
- 1936年9月30日 - 全線廃止。

## 駅一覧
斉斉哈爾-大梅屯-五福瑪-昂昂渓
駅名については文献によって揺れがある。ここでは今尾恵介・原武史監修『日本鉄道旅行地図帳 歴史編成 満洲樺太』によった。なお、支線については路線そのものの経路が不明のため駅も不明の状態である。

## 接続路線
- 斉斉哈爾：斉克鉄路→満州国有鉄道斉克線（のちの平斉線）
- 昂昂渓：東清鉄道西部線→北満鉄路西部線→満州国有鉄道浜洲線

斉斉哈爾駅は斉克鉄路→満州国鉄の斉斉哈爾駅とはかなり離れた市街地の南端部に位置していたため、乗換には市街地を南北に突っ切る必要があった。

## 列車
1918年当時の資料によれば、列車は全て混合列車で、機関車の牽引力によって決まっていた。大きな機関車の場合は客車4両と貨車3両の7両編成、小さな機関車の場合は客車3両と貨車1両の4両編成であった。
1926年には混合列車という点では一緒であるが、大きな機関車の場合は10両編成、小さな機関車の場合7両編成に両数が増えている。旅客列車と貨物列車を分けて運転することもあった。
なお当線は等級制を採っており、一等車から三等車まで存在したが、この列車編成において各等級の客車がどのように編成されたかは不明である。

## ダイヤ
長いこと東清鉄道→北満鉄路の勢力範囲内にあって日本の関知するところでなかったため、時刻表へ時刻の掲載は北満鉄路が満州国鉄に接収された1935年しか確認されていない。それ以前の記録もわずかに外務省の行った調査報告書に記載があるのみである。
1926年当時のダイヤは時刻不明ながら、運転本数が分かっている。それによるとダイヤは閑散期と繁忙期に分かれており、閑散期は混合列車が2往復運転されるのに対し、繁忙期は客貨分離されて旅客列車が2往復と貨物列車が3往復運転されていた。
1935年10月のダイヤでは、5往復列車が設定されているものの、毎日運転されるのはうち2往復のみで、1往復が日・火・木・土、2往復が月・火・木・土のみの運転であった。つまり5往復全部運転されるのは火・木・土のみで、あとは日曜が3往復、月曜が4往復、水・金曜が2往復であった。
始発は斉斉哈爾発が6時・昂昂渓発が8時30分、終発は日・水・金の場合斉斉哈爾発が12時50分・昂昂渓発が15時20分、月・火・木・土の場合斉斉哈爾発が17時20分・昂昂渓発が19時30分で、曜日によって運行列車が変わるという変則的な運行形態のために、日によっては昼過ぎで運行が終了するという状況であった。所要時間は1時間15分から25分であった。

## 運賃
外務省の調査報告書によれば、運賃は当初元建てではなく「江銭」によっていたが、相場が暴落して営業収支に響くようになったため、1913年10月1日より元建てに変更している。ただしこの「江銭」が何であるかは不明である。
1918年には斉斉哈爾-昂昂渓間の運賃が三等6角、二等1元2角、一等2元であった。貸切運賃もあり、三等車片道12元、二等車片道20元、一等車片道26元、サロン車片道44元であった。貨物の場合は有蓋貨車片道9元、無蓋貨車片道8元であった。
1921年には斉斉哈爾-昂昂渓間の運賃は三等1元、二等1元6角、一等2元3角となる。貸切運賃は定期列車の一部を貸し切る場合と臨時列車とする場合とに分かれており、前者の場合は三等車30元・二等車35元・一等車40元・サロン車60元、後者の場合は三等車60元・二等車70元・一等車80元・サロン車100元であった。貨物の場合は有蓋貨車14元、無蓋貨車13元である。
1925年には斉斉哈爾-昂昂渓間の運賃は三等8角、二等1元、一等1元4角と値下がりしている。貸切運賃も大きく下がっており、定期列車の一部を貸し切る場合は三等16元・二等20元・一等25元・サロン車35元、臨時列車とする場合は三等35元・二等40元・一等50元・サロン車60元であった。またこの時期には一等・二等合造車があり、この車輛の一等部分を定期列車で貸し切る場合は8元であった。貨物は有蓋貨車7元5角、無蓋貨車7元とこれも大幅値下げとなっている。

## 車両
1918年当時、機関車は建設時に工事を依頼したドイツの商社・泰来洋行が輸入したオーレンシュタイン・ウント・コッペル製のものが2両、斉斉哈爾のロシア領事館経由で輸入したコロメンスキー工場製のものが1両あり、馬力はドイツ製のものよりロシア製のものの方が上であった。
客車は三等車が6両、二等車が3両、一等車が1両、サロン車が1両の計11両で、貨車は有蓋貨車が15両、無蓋貨車が6両の計21両であった。客車の定員は三等車48名、二等車32名、一等車24名、サロン車が定員設定なし（約20名）であった。
1925年には機関車は変わらないものの、客車・貨車に異同が生じている。客車は三等車が4両、二等車が1両、一等・二等合造車が1両、一等車が1両、サロン車が1両の計8両、貨車は有蓋貨車が8両、無蓋貨車が16両の計24両であった。
1933年には機関車が4両、客車が11両、貨車が57両となって、全体的に増加しているが、それぞれの等級や車両種別については不明である。

## 参考資料
- 市原善積編『南満洲鉄道 鉄道の発展と機関車』（誠文堂新光社刊、1972年）
- 南満洲鉄道株式会社経済調査会第三部編『満洲各鉄道一覧』（南満州鉄道刊、1933年）
- 今尾恵介・原武史監修『日本鉄道旅行地図帳 歴史編成 満洲樺太』（新潮社刊、2009年）[信頼性要検証]

- 新人物往来社編『復刻版戦中戦後時刻表』（新人物往来社刊、1999年）
- 『大阪朝日新聞』1925年8月18日「満鉄の向うを張る露国の鉄道計画」（朝日新聞社）
- 『国民新聞』1926年7月15日「斉昂鉄の運転開転開始により満鉄の輸送貨物は激増」（国民新聞社）
- 東支鉄道庁商業部編『黒龍江省』下巻（南満洲鉄道株式会社庶務部調査課訳・大阪毎日新聞社刊、1927年）
- 大蔵省編『東清鉄道』（大蔵省刊、1918年）
- 東支鉄道経済調査局編『東支鉄道年報 1926年版』（南満洲鉄道哈爾浜事務所運輸課訳・南満洲鉄道哈爾浜事務所運輸課刊、1926年）
- 東支鉄道経済調査局編『東支鉄道年報 1927年版』（南満洲鉄道哈爾浜事務所運輸課訳・南満洲鉄道哈爾浜事務所運輸課刊、1927年）
- 外務省編『各国事情関係雑纂／支那ノ部／齊齊哈爾 第二巻』（外務省文書）
- 外務省編『支那鉄道関係雑件／満州ノ部』（外務省文書）
- 満州国政府国務院総務庁編『満州国政府公報日訳』康徳771号（満州国政府国務院総務庁刊、1936年10月）